# Кзыл-Тау (село)
Кзыл-Тау — село в Апастовском районе Республики Татарстан. Входит в Кзыл-Тауское сельское поселение и является его центром.

## История
В «Списке населенных мест по сведениям 1859 года», изданном в 1866 году, населённый пункт упомянут как казённая деревня Кулларово (Юрьево) 2-го стана Тетюшского уезда Казанской губернии. Располагалась при безымянных ключах, по правую сторону почтового тракта из Казани в Симбирск, в 45 верстах от уездного города Тетюши и в 6 верстах от становой квартиры во владельческом селе Знаменское (Чипчаги). В деревне в 187 дворах жили 1187 человек (599 мужчин и 588 женщин). Была мечеть.
По сведениям переписи 1897 года, в деревне Кулларово Тетюшского уезда Казанской губернии проживали 1258 человек, из них 1240 мусульман.

## Население
| 1782 | 1859 | 1897 | 1908 | 1920 | 1926 | 1949 | 1958 | 1970 | 1979 | 1989 | 2002 | 2010 | 2015 |
| ---- | ---- | ---- | ---- | ---- | ---- | ---- | ---- | ---- | ---- | ---- | ---- | ---- | ---- |
| 232  | 1187 | 1258 | 1630 | 1542 | 1334 | 895  | 755  | 796  | 645  | 414  | 409  | 352  | 352  |

Национальный состав села — татары.